# HIGD1B
HIGD1B (англ. HIG1 hypoxia inducible domain family member 1B) – білок, який кодується однойменним геном, розташованим у людей на довгому плечі 17-ї хромосоми. Довжина поліпептидного ланцюга білка становить 99 амінокислот, а молекулярна маса — 11 058.
| 10         |  | 20         |  | 30         |  | 40         |  | 50         |
| ---------- |  | ---------- |  | ---------- |  | ---------- |  | ---------- |
| MSANRRWWVP |  | PDDEDCVSEK |  | LLRKTRESPL |  | VPIGLGGCLV |  | VAAYRIYRLR |
| SRGSTKMSIH |  | LIHTRVAAQA |  | CAVGAIMLGA |  | VYTMYSDYVK |  | RMAQDAGEK  |

A: Аланін

C: Цистеїн

D: Аспарагінова кислота

E: Глутамінова кислота

G: Гліцин

H: Гістидин

I: Ізолейцин

K: Лізин

L: Лейцин

M: Метіонін

N: Аспарагін

P: Пролін

Q: Глутамін

R: Аргінін

S: Серин

T: Треонін

V: Валін

W: Триптофан

Локалізований у мембрані.